# Грос Вистенфелде
Грос Вистенфелде (њем. Groß Wüstenfelde) општина је у њемачкој савезној држави Мекленбург-Западна Померанија. Једно је од 62 општинска средишта округа Гистров. Према процјени из 2010. у општини је живјело 967 становника. Посједује регионалну шифру (AGS) 13053029.

## Географски и демографски подаци
Грос Вистенфелде се налази у савезној држави Мекленбург-Западна Померанија у округу Гистров. Општина се налази на надморској висини од 37 метара. Површина општине износи 26,6 km². У самом мјесту је, према процјени из 2010. године, живјело 967 становника. Просјечна густина становништва износи 36 становника/km².